# سید صفدر حسینی
سیّد صفدر حسینی (زاده ۱۳۳۳ - دزپارت) سیاست‌مدار اصلاح‌طلب، اقتصاددان، مدرس دانشگاه و مدیر ارشد اجرایی ایرانی است. وی در کابینۀ محمد خاتمی تصدی وزارتخانه‌های کار و امور اجتماعی و امور اقتصادی و دارایی را بر عهده داشت. او پس از آغاز به کار دولت حسن روحانی با حکم وی به عنوان رئیس صندوق توسعه ملی ایران منصوب شد. وی دارای سابقۀ عضویت در شورای مرکزی جبهۀ مشارکت ایران اسلامی است. او پدر سیده فاطمه حسینی نمایندۀ پیشین تهران در مجلس شورای اسلامی است.

## زندگی
سیّد صفدر حسینی در سال ۱۳۳۳ در شهرستان دزپارت متولد شد. وی تحصیلات ابتدایی را در این شهر سپری کرد، سپس به اهواز نقل مکان نمود و در دبیرستان دکتر حسابی اهواز دیپلم خود را گرفت.

### تحصیلات
او پس از دریافت مدرک کارشناسی اقتصاد و کارشناسی ارشد اقتصاد کشاورزی از دانشگاه شیراز، فعالیت شغلی خود را در وزارت کشاورزی آغاز نمود. وی در سال ۱۳۷۴ با درجۀ دکتری از دانشگاه ساسکاچوان در رشتۀ اقتصاد کشاورزی فارغ‌التحصیل شد. سپس کار خود را با عضویت در هیئت علمی دانشگاه تهران از سر گرفت.

### فعالیت اجرایی و دولتی
حسینی در فاصلۀ سال‌های ۱۳۷۵ تا ۱۳۷۶ مشاور رئیس سازمان برنامه و بودجه بود و در سال ۱۳۷۶ به‌عنوان استاندار چهارمحال و بختیاری منصوب شد. وی در سال ۱۳۷۹ معاون امور تولیدی سازمان مدیریت و برنامه‌ریزی کشور شد و در سال ۱۳۸۰ در کابینۀ دوم سید محمد خاتمی، عهده‌دار وزارت کار و امور اجتماعی گردید. حسینی در سال ۱۳۸۳ نیز وزیر امور اقتصادی و دارایی شد و تا پایان دولت خاتمی در این سمت بود. وی طی سال‌های ۱۳۹۲ تا ۱۳۹۵ ریاست صندوق توسعه ملی را برعهده داشت و به عنوان عضو هیئت علمی و استاد تمام دانشکدۀ اقتصاد و توسعۀ کشاورزی، دانشگاه تهران فعالیت می‌کند.

### زندگی شخصی
صفدر حسینی پدر سیده فاطمه حسینی است که در انتخابات مجلس شورای اسلامی در سال ۱۳۹۵ به عنوان نمایندهٔ تهران از لیست امید به مجلس راه یافت.

## جنجال‌ها
در پی رسانه‌ای شدن جنجال حقوق‌های نجومی فیش حقوقی صفدر حسینی توسط یکی از کارکنان صندوق توسعۀ ملی منتشر شد که منجر به واکنش‌های اجتماعی زیادی گردید. صفدر حسینی در پی جوسازی سیاسی حاکم به همراه ۴ عضو دیگر هیئت مدیره صندوق توسعۀ ملی از ادامۀ همکاری استعفا دادند. البته پس از اتمام جنجال‌ها او و تیمش از طرف دیوان محاسبات و قوۀ قضائیه تبرئه شدند.

## پیشینهٔ اجرایی
از سوابق سید صفدر حسینی می‌توان به موارد زیر اشاره کرد:
- مشاور استانداری کهگیلویه و بویراحمد
- رئیس سازمان تعاون روستایی استان خوزستان
- مدیرعامل شرکت خدمات حمایتی کشاورزی ایران
- مشاور گروه اقتصاد کشاورزی دانشگاه تهران
- مشاور سازمان مدیریت و برنامه‌ریزی کشور
- استاندار چهارمحال و بختیاری
- معاونت امور تولیدی سازمان مدیریت و برنامه‌ریزی کشور
- مشاور وزیر کشور
- وزیر کار و امور اجتماعی
- وزیر اقتصاد و دارایی
- عضو هیئت امنای دانشگاه‌های منطقه استان اصفهان
- عضو کمیته بررسی نشریات وزارت علوم، تحقیقات و فناوری
- عضو هیئت علمی و استاد دانشگاه تهران
- مدیر گروه دانشکده اقتصاد کشاورزی دانشگاه تهران
- رئیس و عضو هیئت عامل صندوق توسعۀ ملی
- رئیس انجمن اقتصاد کشاورزی ایران